# Joël Primack
Joël R. Primack (né en 1945) est professeur de physique et d'astrophysique à l'Université de Californie à Santa Cruz et membre du Santa Cruz Institute for Particle Physics de cette même université. 

## Biographie
Il a effectué une partie de ses études supérieures à l'université de Princeton, jusqu'en 1966, et il a obtenu son doctorat à l'université Stanford en 1970. Selon sa page personnelle sur le site Web de l'université, son domaine d'étude spécifique couvre la théorie quantique des champs relativistes, la cosmologie et l'astrophysique des particules. Il est également très engagé dans les modèles de simulations de matière noire à l'aide de superordinateurs et l'usage d'ordinateurs pour aider l'apprentissage des étudiants à travers des simulations interactives.
Le Dr Primack est surtout connu comme coauteur de George Blumenthal, Sandra Moore Faber, et Martin Rees pour la théorie de la matière noire foide (cold dark matter-CDM) en 1984.  Joël Primack a également coécrit avec Nancy Abrams l'ouvrage The View from the Center of the Universe (Vue depuis le centre de l'Univers), en 2006.  Il a joué un rôle majeur dans le démarrage du programme Congressional Science and Technology Fellowship program ainsi que du Forum on Physics and Society de la Société américaine de physique et du programme Science and Human Rights de l'Association américaine pour l'avancement de la science. Il est membre de la Société américaine de physique et de l'Association américaine pour l'avancement des sciences.

## Source
- (en) Cet article est partiellement ou en totalité issu de l’article de Wikipédia en anglais intitulé « Joel Primack » (voir la liste des auteurs).